# Lodowiec Szelfowy Ronne
     Lodowiec Szelfowy Rossa
     Lodowiec Szelfowy Ronne i Lodowiec Szelfowy Filchnera
     Lodowiec Szelfowy Amery’ego
     Larsen C
     Lodowiec Szelfowy Riiser-Larsena
     Lodowiec Szelfowy Fimbul
     Lodowiec Szelfowy Shackletona
     Lodowiec Szelfowy Jerzego VI
     Zachodni Lodowiec Szelfowy
     Lodowiec Szelfowy Wilkinsa
     Lodowiec Szelfowy Abbota
     Lodowiec Szelfowy Getza

Główne lodowce szelfowe Antarktydy (2008):
Lodowiec Szelfowy Rossa
Lodowiec Szelfowy Ronne i Lodowiec Szelfowy Filchnera
Lodowiec Szelfowy Amery’ego
Larsen C
Lodowiec Szelfowy Riiser-Larsena
Lodowiec Szelfowy Fimbul
Lodowiec Szelfowy Shackletona
Lodowiec Szelfowy Jerzego VI
Zachodni Lodowiec Szelfowy
Lodowiec Szelfowy Wilkinsa
Lodowiec Szelfowy Abbota
Lodowiec Szelfowy Getza

Lodowiec Szelfowy Ronne (ang. Ronne Ice Shelf) – lodowiec szelfowy w południowej części Morza Weddella w Antarktydzie Zachodniej.

## Nazwa
Lodowiec został nazwany na cześć amerykańskiej polarnik Edith Ronne (1919–2009), żony polarnika Finna Ronne’a (1899–1980)  i pierwszej kobiety uczestniczącej w wyprawie antarktycznej.

## Geografia
Lodowiec Szelfowy Ronne leży w Antarktydzie Zachodniej, w południowej części Morza Weddella , rozciągając się na zachód od Wyspy Berknera . Od zachodu graniczy z wybrzeżami Orville Coast i Zumberge Coast oraz Ziemią Ellswortha.
Od wschodu graniczy z mniejszym Lodowcem Szelfowym Filchnera. Te dwa lodowce oddziela częściowo Wyspa Berknera i są one często traktowane jako jeden obiekt (ang. Filchner-Ronne Ice Shelf, FRIS) . W 2012 roku Komisja Standaryzacji Nazw Geograficznych poza Granicami Rzeczypospolitej Polskiej (KSNG) zatwierdziła egzonim Lodowiec Szelfowy Filchnera-Ronne .
Hund (2014) podaje, że Lodowiec Szelfowy Filchnera-Ronne zajmuje powierzchnię 422 tys. km² i jest drugim pod względem wielkości lodowcem na Antarktydzie. Store norske leksikon podaje, że Lodowiec Szelfowy Filchnera-Ronne jest drugim co do wielkości lodowcem szelfowym świata, po Lodowcu Szelfowym Rossa .
Lodowiec Szelfowy Ronne zasilają odrębne lodowce spływające z lądu – Lodowiec Rutforda, Evans Glacier i Foundation Ice Stream. Lodowiec rozciąga się na przestrzeni 840 km, a grubość lodu osiąga ponad 150 m .

## Historia
Północną krawędź lodowca odkrył Finn Ronne (1899–1980), dzięki obserwacjom lotniczym w listopadzie i grudniu 1947 roku . W latach 1957–1958 dowodzona przez niego kolejna wyprawa ustaliła, że lodowiec rozciąga się daleko na południe . Ronne nazwał lodowiec „Lassiter Shelf Ice”, a ziemię leżącą na południe od niego „Edith Ronne Land” . Ponieważ istniało już Wybrzeże Lassitera na Ziemi Palmera, amerykański Advisory Committee on Antarctic Names (tłum. „Komitet doradczy ds. nazewnictwa Antarktyki”) przy United States Board on Geographic Names nadał lodowcowi nazwę „Ronne Shelf Ice” .
Roszczenia terytorialne do tego lodowca zgłaszają Argentyna (1942), Wielka Brytania (1908) i Chile (1940) .